# Hans Sommer (Komponist, 1837)

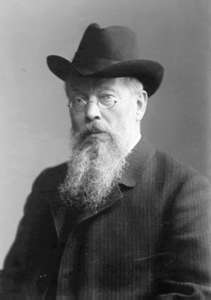
Hans Sommer ca. 1890

Hans Sommer (* 20. Juli 1837 in Braunschweig; † 26. April 1922 ebenda; eigentlich: Hans Friedrich August Zincken genannt Sommer) war ein deutscher Komponist und Mathematiker.

## Leben und Wirken
Hans Sommer war der Sohn von Otto Gustav Zincken genannt Sommer (* 28. März 1809; † 9. Januar 1840), einem Sohn des Braunschweiger Hofarztes und Entomologen Julius Leopold Zincken genannt Sommer, und seiner Frau Nanny geborene Langenheim (1813–1902), Tochter des Braunschweiger Rechtsanwalts und Notars Friedrich Wilhelm Langenheim (1779–1849). Nach dem frühen Tod des Vaters (1840) wuchs er von 1845 an in der Familie seines Stiefvaters, des Optikers und Fabrikanten Peter Wilhelm Friedrich Voigtländer (1812–1878), in Wien und Braunschweig auf. Voigtländer förderte früh Sommers mathematische Begabung, indem er ihn beispielsweise von 1851 an in Braunschweig als Jungstudent auf das renommierte Collegium Carolinum schickte. Ebenso erhielt Sommer bereits seit den Wiener Jugendjahren (1845–1849) privat eine musikalische Grundausbildung. Sommers Wunsch, Musik zu studieren, trat Voigtländer entschieden entgegen und bestand auf einem Mathematik- und Physikstudium in Göttingen (1854–1858). Zu Sommers Lehrern gehörten hier die Professoren Peter Gustav Lejeune Dirichlet (Mathematik) und Wilhelm Weber (Physik) sowie Bernhard Riemann, Moritz Stern und Richard Dedekind. Dedekind, mit dem Sommer auch privat viel verkehrte und der ihm zuvor schon in Braunschweig Privatunterricht erteilt hatte, wurde in Göttingen zu seinem wichtigsten Mentor. Sommer betrieb außerdem Geschichtsstudien bei Georg Waitz, besuchte Vorlesungen des Philosophen Rudolf Hermann Lotze, begann mit Kompositionsunterricht und wurde 1854 durch Dedekind in die Burschenschaft Brunsviga eingeführt.

### Zincken-Sommer als Naturwissenschaftler und Optik-Konstrukteur

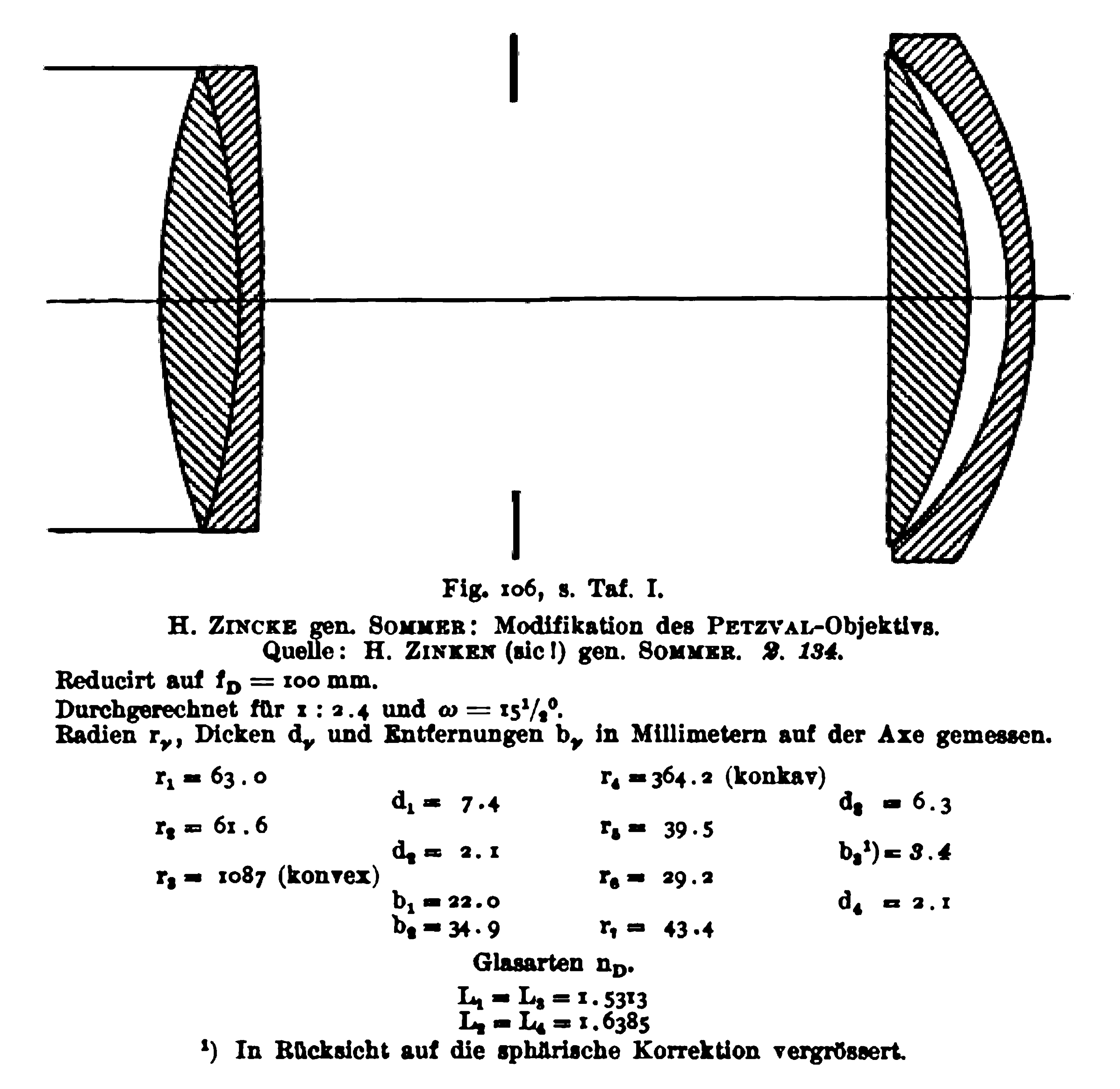
Modifikation des Petzval-Objektivs durch Hans Zincken-Sommer. Trotz der extrem hohen Öffnung von 1:2,4 konnte Moritz von Rohr sphärische Zonen von lediglich −0,6 % in den Schnittweiten feststellen. Auch die Bildfeldebnung war für einen Bildwinkel von 31 Grad mit 5 % bereits sehr gut erreicht. Ob jedoch das System in der Voigtländer'schen Werkstätte wirklich jemals ausgeführt wurde, ist nicht bekannt geworden.

Nach erfolgreicher Promotion zum Thema „Zur Bestimmung der Brechungsverhältnisse“ (1858) begann Sommer am Braunschweiger Collegium Carolinum Mathematik zu unterrichten (1859). 1862 erfolgte die Umwandlung der Lehranstalt in ein Polytechnikum. 1866 wurde Sommer zum Professor für (elementare) Mathematik ernannt. Ab 1872 zunächst noch stellvertretender Direktor unter dem Direktorat seines Freundes Richard Dedekind, führte Hans Sommer ab 1875 als Direktor das Polytechnikum in der Phase der Umwandlung in eine Technische Hochschule (1878) und erwarb sich Verdienste um den Erhalt des Wissenschaftsstandortes Braunschweig. 1881 legte er das Direktorat nieder und ließ sich 1884 ohne Pensionsbezüge in den Vorruhestand versetzen, um fortan ausschließlich musikalisch tätig zu sein.

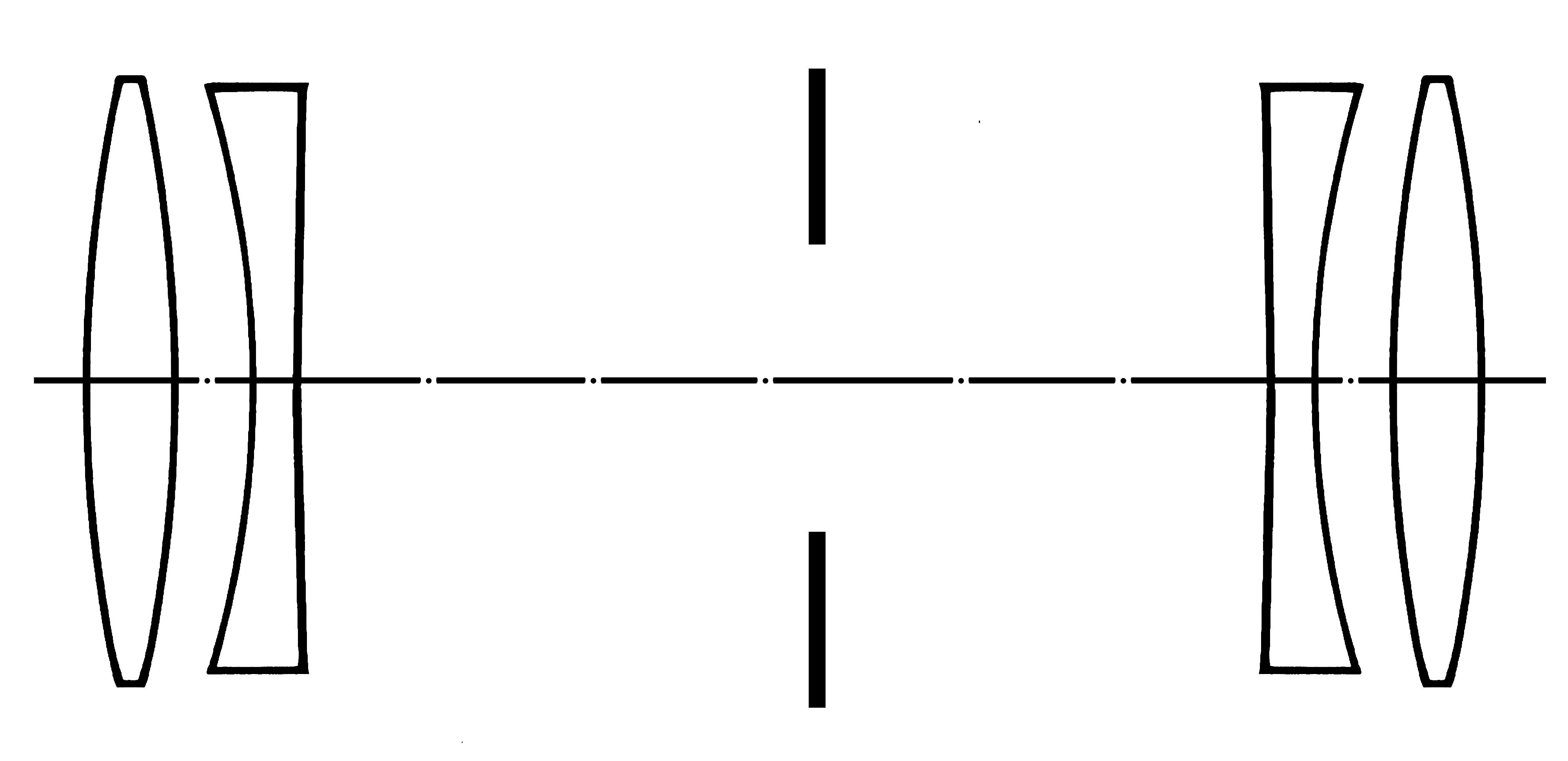
Sphärochromatisch korrigiertes Objektiv nach Hans Zincken-Sommer aus dem Jahre 1872.

Unter seinem vollständigen Namen Zin(c)ke(n) genannt Sommer veröffentlichte der in der Fachwelt anerkannte Spezialist für Linsensysteme in den 1860er und 1870er Jahren theoretische Abhandlungen zur Weiter- und Neuentwicklung optischer Apparate und leistete wichtige Entwicklungsarbeit für die Voigtländer-Werke seines Stiefvaters. Besonders erfolgreich war die von Zincken-Sommer konstruierte Objektivserie Euryskop, die ab 1877 gefertigt wurde. Auf ihn sind auch Umänderungen an Fernrohrobjektiven und -okularen zurückzuführen.
Nicht in die Fertigung gelangte damals hingegen sein besonders bemerkenswertes Portraitobjektiv aus dem Jahre 1870. Es handelte sich dabei um eine Modifikation des Petzvalschen Typs mit verkitteter Vorderhälfte, die er auf eine für damalige Verhältnisse unvorstellbar hohe Lichtstärke von 1:2,3 bzw. 1:2,4 bringen konnte (siehe nebenstehende Abbildung). Nachträglich Anerkennung hat dieses Objektiv erst dadurch erfahren, dass es Johannes Harting nach geringfügiger Umrechnung ab dem Jahre 1899 als Serie Ia bei Voigtländer fertigen ließ. Mit einer vergleichsweise kurzen Brennweite von 80 Millimeter war es zu Beginn des 20. Jahrhunderts eines der ersten hochlichtstarken Aufnahmeoptiken für die neuartige Kinematographie.
Zwei Jahre später hatte Hans Zincken-Sommer ein Objektiv entwickelt, das der folgenden Entwicklung der Photoobjektive ebenfalls um etwa 25 Jahre vorauseilte. Bei noch weiterer Verkleinerung des Öffnungsfehlers (sphärische Aberration) gelang es ihm, die Gauß-Bedingung zur Beseitigung der Sphärochromasie zu erfüllen, das heißt die verbleibenden geringen Restbeträge der sphärischen Aberration hatten für alle Farben des Spektrums gleich große Ausmaße. Angesichts der im Jahr darauf erstmals eingeführten spektralen Sensibilisierung lichtempfindlicher Schichten durch Hermann Wilhelm Vogel, durch die statt wie bisher nur Blau und Violett nun auch längerwellige Lichtfarben einen Anteil am Bildaufbau erhielten, wäre ein derartiges Objektiv die richtige Entwicklung zur richtigen Zeit gewesen. Auch fertigungstechnisch hätte dieses Objektiv einen großen Vorteil geboten, denn es arbeitete mit dünnen Linsen, die nur geringe Krümmungen aufwiesen. Doch die persönliche Voreingenommenheit seines Stiefvaters gegenüber Objektiven aus einzeln stehenden Linsen sorgte dafür, dass er diese vielversprechende Konstruktion nie in die Produktion übernahm und dass sie Hans Zincken-Sommer vor allem nicht in Bezug auf eine bessere Bildfeldebnung und chromatische Korrektur weiterentwickelte, sondern er sie beiseite legte. Sowohl Moritz von Rohr, als auch Paul Rudolph erkannten viele Jahrzehnte später das diesem Konstruktionsansatz inneliegende Potential. Ersterer entwickelte daraus unter Einbeziehung einer Smyth'schen Linse sein Biotar 1:1,8 von 1911, Rudolph im Jahre 1922 seinen sphärochromatisch korrigierten Kino-Plasmat 1:2.
Über seine Schaffensperiode als rechnender Optiker, die oft geprägt war von einer mangelnden Anerkennung seiner wissenschaftlichen Leistungen durch den an rein praktisch verwertbaren Ergebnissen interessierten Stiefvater, resümierte Zincken-Sommer später in seinen Lebenserinnerungen:

„Erfreulicher war die Anerkennung, die mir Dr. M. von Rohr in seiner Theorie und Geschichte des photographischen Objektivs spendete, indem er mir, als dem ‚Letzten der rechnenden Optiker‘ ein eigenes Kapitel widmete und die Vorzüglichkeit der von mir angeführten Rechnungsresultate hervorhob. Der ‚Letzte‘, der in solcher Weise rechnenden Optiker war ich insofern, als die Vervollkommnung und größere Mannigfaltigkeit von optischen Glassorten seither zu anderen Möglichkeiten und Methoden bei der Berechnung geführt hat. […] Auch später bin ich nur noch einmal wissenschaftlich hervorgetreten mit einer erweiterten Auffassung der Gauß'schen Hauptpunkte eines Linsensystems. [...] In dem Uebermaß von Arbeit und Aerger hatte nun aber, wenn ich so sagen darf, die eine Hälfte meines Hirns abgewirtschaftet. Für weitere Beschäftigung mit Verwaltung und Wissenschaft hatte ich nicht nur die Lust, sondern großenteils auch die Fähigkeit verloren.“

### Sommer als Musiker
Noch während seiner Lehr- und Forschungstätigkeit gründete Sommer den fortan unter seiner künstlerischen Leitung stehenden ersten Braunschweiger Verein für Konzertmusik (1863–1870), der Konzerte unter anderem mit Joseph Joachim, Clara Schumann, Ferdinand Hiller und Hans von Bülow veranstaltete und trat selbst als Komponist (mit dem Einakter Der Nachtwächter, 1865) in Erscheinung. Dabei verwendete er zunächst das Pseudonym „E. T. Neckniz“ („E. T.“ für Été = frz. Sommer, „Neckniz“ = Ananym für „Zincken“). Sommer hatte bereits während des Göttinger Studiums bei dem Schumann- und Brahms-Freund Julius Otto Grimm mit Kompositionsstudien begonnen und diese im Anschluss an die Göttinger Zeit in Berlin bei Adolf Bernhard Marx fortgesetzt. Sein Braunschweiger Kompositionslehrer Wilhelm Meves (* 1. Dezember 1808; † 24. Dezember 1871) weckte außerdem Sommers Interesse für Musikwissenschaft sowie seine Sammelleidenschaft für alte Drucke und Handschriften. 1880 trat Sommer der von Robert Eitner gegründeten Berliner Gesellschaft für Musikforschung als aktives Mitglied bei und beschäftigte sich eingehend mit Forschungen über den Braunschweiger Hofkapellmeister Georg Caspar Schürmann (1672/73–1751). 1875 hatte Sommer Richard und Cosima Wagner während ihres Aufenthalts in Braunschweig kennen gelernt und im gleichen Jahr den örtlichen Richard-Wagner-Verein gegründet. Nach kurzer Lehrzeit bei Franz Liszt (1884) und seiner Heirat (1885) mit Antonie Thurow (1854–1904), der Tochter des Schweriner Hofopern- und Bayreuth-Sängers Carl Hill (1831–1893), lebte Sommer als freischaffender Komponist in Berlin (1885–1888) bzw. Weimar (1888–1898), wo er Freundschaft mit Richard Strauss schloss. Als inzwischen angesehener Opernkomponist kehrte Hans Sommer 1898 nach Braunschweig zurück. Seine Frau starb dort 1904. Er hatte zwei Söhne, Otto (1886–1944) und Richard (1890–1913).
Angeregt zunächst von der Musik des Kreises um Robert und Clara Schumann, seit den 1870er Jahren vor allen anderen von Richard Wagner, blieb Sommer bis zuletzt einem spätromantischen Kompositionsstil verbunden. 1876 ging unter der fortan ausschließlich verwendeten Namensform Hans Sommer eine Sammlung von fünf Liedern als sein Opus 1 in Druck. Weitere, oftmals umfangreiche Liedsammlungen, mit denen er bald einer breiteren Öffentlichkeit bekannt wurde und die er teils im Anschluss an die Veröffentlichung orchestrierte, erschienen in schneller Folge ab 1882. Besonders in den 1886 veröffentlichten Balladensammlungen (op. 8/op. 11) wird neben der Verwendung von Leitmotiven die eigenständige Melodieführung des Klavierparts in Verbindung mit einer nah am natürlichen Sprachduktus orientierten, den Text deklamierenden Gesangsstimme ein prägendes Stilmerkmal. In der stärker dramatisierenden als lyrischen Gestaltung und der Bevorzugung offener Formen war er von seinem letzten Lehrer Franz Liszt ausdrücklich bestärkt worden.
Das Bühnenspiel Lorelei, nach zwei frühen Singspiel-Versuchen ab 1886 die erste große Bühnenarbeit Sommers (Uuaufführung 1891), interessierte Richard Strauss so sehr, dass dieser es am Weimarer Theater 1892 zur Aufführung brachte. Mit der folgenden, am Hoftheater in München unter Hermann Levi uraufgeführten Konversationsoper Saint Foix entwickelte Sommer (zeitgleich mit Giuseppe Verdi und noch ohne Kenntnis von dessen Falstaff) einen für den deutschen Sprachraum bezüglich Stoffwahl, Text-Deklamation und Orchesterbehandlung neuartigen Stil einer durchkomponierten Parlando-Oper in einer Art musikalischem Historismus, die in seinem persönlichen Umfeld (Richard Strauss, Eugen d’Albert, Max Schillings und Engelbert Humperdinck) starke Beachtung fand und teilweise Ausgangspunkt eigener Arbeiten wurde (zum Beispiel Eugen d’Albert Die Abreise, 1898; Richard Strauss Der Rosenkavalier, 1910). Grundlage der Gestaltung der einaktigen musikalischen Komödie waren eigene gattungsgeschichtliche Forschungen. Mit der letzten Oper Der Waldschratt (1910) nach einem Text des ihm von Strauss empfohlenen Eberhard König kehrte Sommer zuletzt zu einer Art Nummernoper zurück und erprobte hier eine Mischform von Sprech- und Musiktheater.
Hans Sommer war von 1898 bis 1903 Vorsitzender der Genossenschaft Deutscher Komponisten und saß der Gründungsversammlung der Genossenschaft Deutscher Tonsetzer (GDT) und der AFMA am 14. Januar 1903 vor. Mit der im Frühjahr 1898 veröffentlichten Streitschrift Die Wertschätzung der Musik hatte Sommer vor allem den befreundeten Strauss angeregt, sich für den Schutz wirtschaftlicher Interessen der Komponisten nachdrücklich zu engagieren und letztendlich zusammen mit Sommer und Strauss’ Jugendfreund Friedrich Rösch (1862–1925) die Gründung einer von der Komponistengenossenschaft abhängigen Verwertungsgesellschaft (AFMA) durchzusetzen, die bis heute in der GEMA fortbesteht.
Von 1903 bis 1911 war Hans Sommer Mitglied im Vorstand des Allgemeinen Deutschen Musikvereins (ADMV) und wurde 1919 wegen seiner Verdienste für den Urheberschutz in Deutschland als Erster zum Ehrenbeirat der Genossenschaft Deutscher Tonsetzer ernannt. In den Niederlanden war er 1895 zum Mitglied der Maatschappij tot Bevordering der Toonkunst und 1899 zum Mitglied der Société de l’histoire de la musique dans les Pays-Bas ernannt worden. Kurz vor seinem Tod 1922 erfolgte die Aufnahme in die Preußische Akademie der Künste.
Hans Sommer wurde auf dem Braunschweiger Hauptfriedhof, Abt 40A, beigesetzt; die GEMA-Stiftung trägt derzeit die Kosten für die Grabpflege.

## Werke (Auswahl)

### Lieder
- Fünf Lieder op. 1 (komp. etwa 1872/1873), Litolff Braunschweig 1876
- Fünfzehn Lieder und Gesänge (aus „Der Rattenfänger von Hameln“, Julius Wolff) op. 2 (komp. 1881), Schuberth Hamburg 1882
- Mädchenlieder (aus „Der wilde Jäger“, Julius Wolff) op. 3 (komp. 1882/1883), Litolff Braunschweig 1884
- Hunold Singuf (33 Rattenfängerlieder, Julius Wolff) op. 4 (komp. 1883), Litolff Braunschweig 1884
- Sapphos Gesänge (Carmen Sylva) op. 6 (komp. 1883/1884), Litolff Braunschweig 1884 [auch orchestriert 1884/1885, Universal Edition 2010]
- Sechs Balladen und Romanzen op. 8 (komp. etwa 1885), Litolff Braunschweig 1886
- Zehn Lieder (J. Eichendorff) op. 9 (komp. etwa 1885), Litolff Braunschweig 1886
- Sieben Balladen und Romanzen op. 11 (komp. 1886), Litolff Braunschweig 1886
- Sieben Lieder (G. Keller) op. 16 (komp. etwa 1891), Leede Leipzig 1892
- Eliland (K. Stieler) op. 33 (komp. etwa 1891/1892), Litolff Braunschweig 1900
- Fünf Brettl-Lieder op. 34 (komp. 1895/1901), Leede Leipzig 1901
- Herbst! (Meister Wilhelm Raabe in herzlicher Verehrung zum 80. Geburtstag), Leipzig, Brandstetter, 18. August 1901[10]
- 21 Lieder (J. W. Goethe), o. op. (komp. 1919–1922), in Teilen veröffentlicht, Litolff Braunschweig 1932/1937 [20 Lieder orchestriert, in Teilen veröffentlicht 2003/2010 (Universal Edition)]

### Opern
- Der Nachtwächter (E. T. Neckniz/Pseudonym des Komponisten, nach Theodor Körner), Operette 1 Akt, o. op., UA Braunschweig 1865, nicht gedruckt
- Der Vetter aus Bremen (E. T. Neckniz/Pseudonym des Komponisten, nach Theodor Körner), Operette 1 Akt, o. op., nicht gedruckt
- Lorelei (Gustav Gurski) Bühnenspiel 3 Akte, op. 13, UA Braunschweig 1891, Leede Leipzig 1889
- Saint Foix (Hans von Wolzogen) heiteres Bühnenspiel 1 Akt, op. 20, UA München 1894, Leede Leipzig 1893
- Der Meermann (ders.) nordische Legende 1 Akt, op. 28, UA Weimar 1896, Leede Leipzig 1895
- Münchhausen (ders. mit Ferdinand Graf Sporck und Hans Sommer), Ein Schelmenstück 3 Akte, op. 31, Leede Leipzig 1897
- Augustin (Hans von Wolzogen), Fasnachtspiel 1 Akt, op. 32, Leede Leipzig 1899
- Rübezahl und der Sackpfeifer von Neisse (Eberhard König), Dichtung und Musik 4 Akte, op. 36, UA Braunschweig 1904, Leede Leipzig 1904
- Riquet mit dem Schopf (ders.), Märchenspiel 3 Akte, op. 38, UA Braunschweig 1907, Leede Leipzig 1907
- Der Waldschratt (ders.), Spiel 3 Akte, op. 42, UA Braunschweig 1912, Leede Leipzig 1910

(UA = Uraufführung)

### Kammermusik
- Klaviertrio d-Moll o. op. (komp. 1858)
- Klavierquartett g-Moll o. op. (komp. 1870/2. Fass. 1884)
- Klaviertrio Es-Dur o. op. (komp. 1884)

### Schriften
- (Hans Zinken genannt Sommer): Zur Bestimmung der Brechungsverhältnisse, Dissertation, Göttingen 1858; abrufbar unter: https://www.digitale-sammlungen.de/de/view/bsb10053186?
- (Hans Zinken genannt Sommer): Über die Berechnung der Bildkrümmung bei optischen Apparaten (Nachweis, dass Petzvals Formel nur in einem sehr speziellen Fall gilt), in: Poggendorff's Annalen der Physik, Bd. 122, S. 563 ff., Berlin 1864
- (Hans Zinken genannt Sommer): Untersuchungen über die Dioptrik der Linsen-Systeme, Braunschweig, 1870
- (Anonym): Zur Klärung der Polytechnikums-Frage, Teile 1–5, in: Braunschweigische Anzeigen, März 1876
- (Hans Zincken genannt Sommer): Über die Brechung eines Lichtstrahls durch ein Linsensystem, in: Monatsberichte der Königlich-Preußischen Akademie der Wissenschaften (Februar 1876) und Journal für die reine und angewandte Mathematik, Bd. 82, Berlin 1876
- (Prof. Dr. Sommer): Festrede zur 100jährigen Jubelfeier des Mathematikers Gauss, April 1877, in: Friedrich Zöllner: Beiträge zur deutschen Judenfrage mit akademischen Arabesken als Unterlagen zu einer Reform der deutschen Universitäten, Seiten 173 bis 189, Leipzig, 1880
- (Hans Sommer): Die Entstehung der Oper, in: Braunschweigische Anzeigen vom 27. Februar 1880, erweiterte Fassung in: Bayreuther Blätter, hrsg. von Hans von Wolzogen, Bayreuth 1883, S. 273 ff.
- (Hans Sommer): Die Oper Ludwig der Fromme von Georg Caspar Schürmann, in: Monatshefte für Musikgeschichte, hrsg. von der Gesellschaft für Musikforschung, Redaktion: Robert Eitner, Berlin 1882
- (Hans Sommer): Die Wertschätzung der Musik, in: Der Kunstwart, Bd. 13–15, München 1898
- (Hans Sommer): Von der „Internationalen Musik-Gesellschaft“, in: Der Kunstwart, Bd. 6, München 1899
- (Hans Sommer): Musik im Volkshaushalt, in: Die Zukunft, Bd. 51, 1908
- (Hans Sommer): Richard-Wagner-Erinnerungen eines Braunschweigers, Braunschweig 1913

## Diskografie
(Auswahl)
- Lieder, Stella Doufexis (Mezzosopran), Håvard Gimse (Klavier) – Sony Classical, 2004
- Sapphos Gesänge op. 6 und weitere Orchesterlieder, Elisabeth Kulman (Mezzosopran), Bo Skovhus (Bariton), Bamberger Symphoniker, Leitung: Sebastian Weigle – Tudor 2010
- Ach neige, Du Schmerzenreiche (1921) & Wandrers Nachtlied II (1919) in: Goethe-Lieder, Marlis Petersen (Sopran), Jendrik Springer (Klavier) – Harmonia Mundi 2012
- Kammermusik, Trio Image (Klaviertrio), Gergana Gergova (Violine), Hartmut Rohde (Viola), Pavlin Nechev (Klavier) – CAvi-music 2014
- Rübezahl, Dichtung und Musik, vier Akte op. 36, Magnus Piontek (Rübezahl), Johannes Beck (Stadtvogt Buko), Anne Preuss (Gertrud, seine Ziehtochter), Hans-Georg Priese (Wido) und andere, Opernchor von Theater & Philharmonie Thüringen, Philharmonisches Orchester Altenburg-Gera, Leitung: Laurent Wagner – Pan Classics/Note 1 2016
- Herbstabend op. 35/1, & Gesang des Lebens op. 35/3 & Erinnerung (1922) in: Dimensionen Welt, Marlis Petersen (Sopran), Stephan Matthias Lademann (Klavier) – Solomusica 2017
- Balladen & Romanzen, Sebastian Noack (Bariton), Manuel Lange (Klavier) – CAvi-music 2017
- Mignons Sehnen (Lieder von Hans Sommer), Constance Heller (Mezzosopran), Gerold Huber (Klavier) – Solomusica 2017
- Lied Edition 1, Jochen Kupfer (Bariton), Marcelo Amaral (Klavier) – Naxos 2017
- Lied Edition 2, Jochen Kupfer (Bariton), Marcelo Amaral (Klavier) – Naxos 2020
- Orchestral Songs, Mojca Erdmann (Sopran), Anke Vondung (Mezzosopran), Mauro Peter (Tenor), Benjamin Appl (Bariton), Rundfunk-Sinfonieorchester Berlin, Leitung: Guillermo García Calvo – Pentatone 2021